# Monumento conmemorativo de la Guerra Civil (Adrian)
El Monumento conmemorativo de la Guerra Civil (en inglés, Civil War Memorial) es un monumento de mármol situado en el centro del Memorial Park en la ciudad de Adrian, en el estado de Míchigan (Estados Unidos). Fue designado como Sitio Histórico de Míchigan el 13 de agosto de 1971 y luego se agregó al Registro Nacional de Lugares Históricos el 29 de junio de 1972. Se inauguró el 4 de julio de 1870 para conmemorar a los soldados de Adrian que murieron en la Guerra de Secesión (1861–1865).

## Historia
El monumento une las ciudades de Adrian y Filadelfia. La columna utilizada en el monumento fue originalmente una de las seis columnas de mármol en la fachada este del antiguo edificio del Banco de Pensilvania en Filadelfia. El edificio del banco y la columna en sí se construyeron en 1799.
El edificio del Banco de Pensilvania, considerado uno de los primeros ejemplos del estilo neogriego en los Estados Unidos, fue demolido en 1867. Con permiso del Congreso, una de las seis columnas fue adquirida por el F. C. Beeaman, miembro del Congreso y exalcalde de la ciudad y J. Fred Myers, un ex ciudadano muy conocido de Adrian y fue donado a la asociación de monumentos por Hugh McCulloch, entonces secretario del Tesoro de los Estados Unidos tras su destrucción. Sigue siendo una de las únicas piezas sobrevivientes del edificio original del Banco de Pensilvania en Míchigan. Wilmington tiene otra columna.

## Diseño
El arquitecto y escultor Benjamin H. Latrobe creó el diseño de la columna para el Pennsylvania Bank. El arquitecto del monumento fue Francis R. Stebbins de Adrian Míchigan. La columna fue donada a la asociación por acta conjunta del Congreso, (No-78) de fecha 27 de julio de 1868. La base de arenisca y la urna en la parte superior costaron 10 000 dólares recaudados por la asociación de monumentos. El monumento fue inaugurado en Monument Park el 4 de julio de 1870 por la Asociación de Monumentos de los Soldados de Adrian. Fue el segundo monumento conmemorativo de este tipo erigido en el condado de Lenawee después de la guerra; el primero fue un monumento de cementerio erigido en el cercano municipio de Franklin.
La columna descansa sobre un pedestal octogonal de piedra arenisca, y cada lado contiene una placa de bronce inscrita con los nombres de 84 soldados caídos y el regimiento al que pertenecían. La columna en sí está coronada por una urna de piedra arenisca.
La inscripción en la base del pedestal dice:
"1870. Erigido por ciudadanos de Adrian en memoria de nuestros soldados caídos. Por tales, nuestra Unión fue salvada en la gran lucha de 1861-1865".

## Cañones
Hay cuatro cañones que complementan el Monumento a la Guerra Civil. Dos de ellos no están marcados por la fundición donde se fabricaron que podemos encontrar hasta la fecha. Los otros dos están marcados y bien documentados. Fueron emitidos en 1834 en Columbia Foundry, ubicada en Georgetown, al norte de DC. La fundición fue iniciada por Henry Foxall en Filadelfia, pero cuando la sede del gobierno en 1800 se trasladó a DC, él también trasladó la fundición y continuó fabricando armas para el gobierno. En 1815 la fundición fue vendida al General. Juan Masón. Los cañones están marcados con los EE. UU. en la parte superior. El peso está en la parte posterior de la recámara. Las iniciales WJW están en la cara superior del cañón. WJW indica al inspector de los cañones y ese era el Coronel. William Jenkins Worth. Era el inspector de todas las fundiciones en el área de DC en ese momento. En la parte inferior de la cara de los cañones están marcados #2 y el otro es #3. Estos eran cañones experimentales y solo se lanzaron tres. Nadie sabe dónde está el cañón #1. Los cañones fueron donados a la asociación Monumento de Adrián por acta del Congreso, Resolución (No-78) del 22 de junio de 1870, con la ayuda del Excmo. FC Beeaman, miembro del Congreso y exalcalde de la ciudad y J. Fred Myers Esq. de Washington y presidente de la Asociación Henry Hart.

## Galería

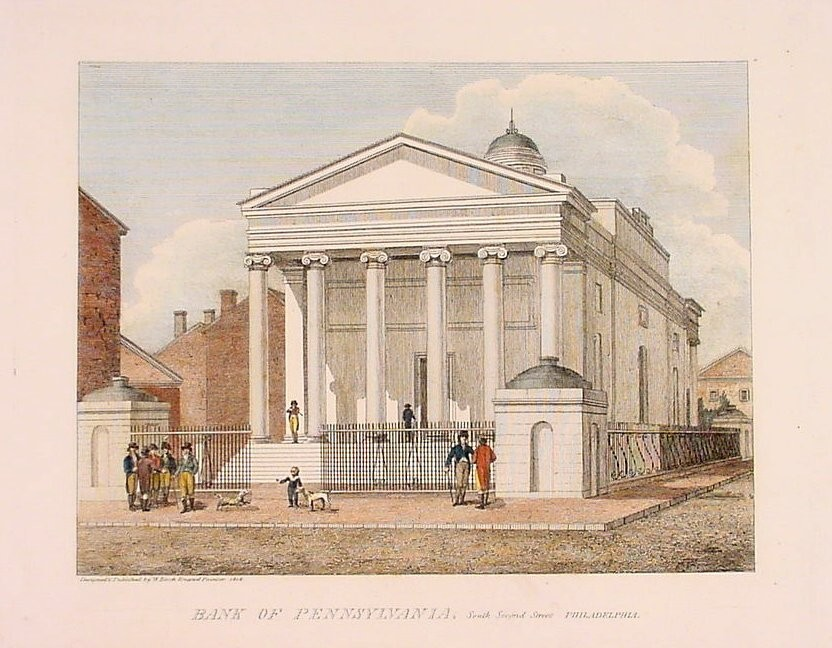
La columna perteneció al antiguo edificio del Banco de Pensilvania en Filadelfia
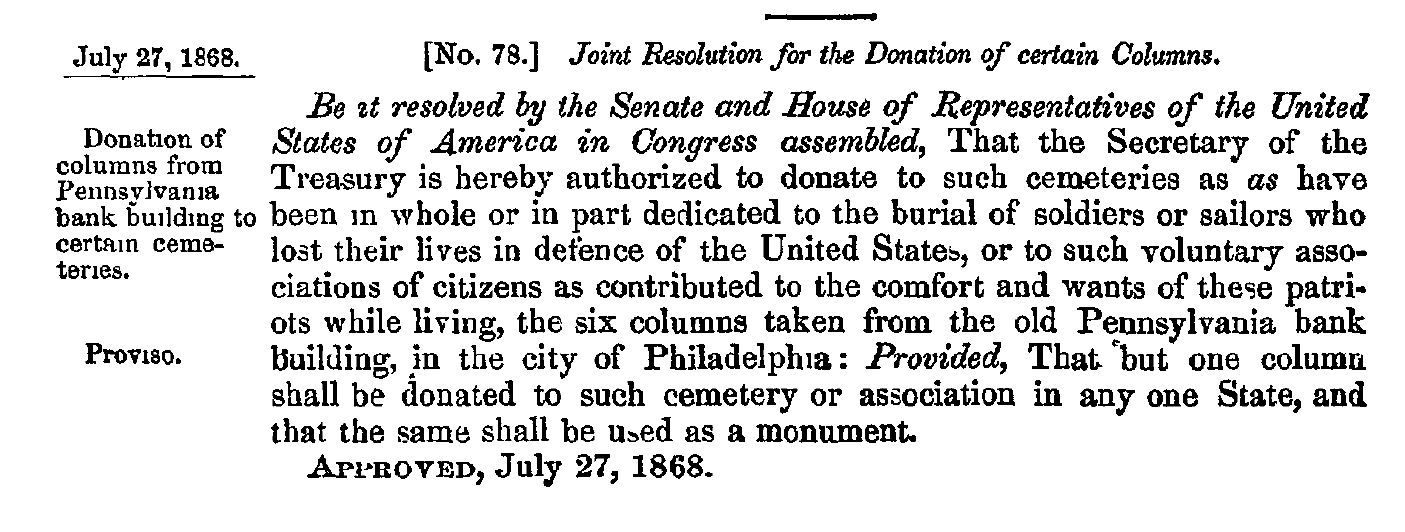
Columna de donación de resolución del Congreso para su uso en un memorial
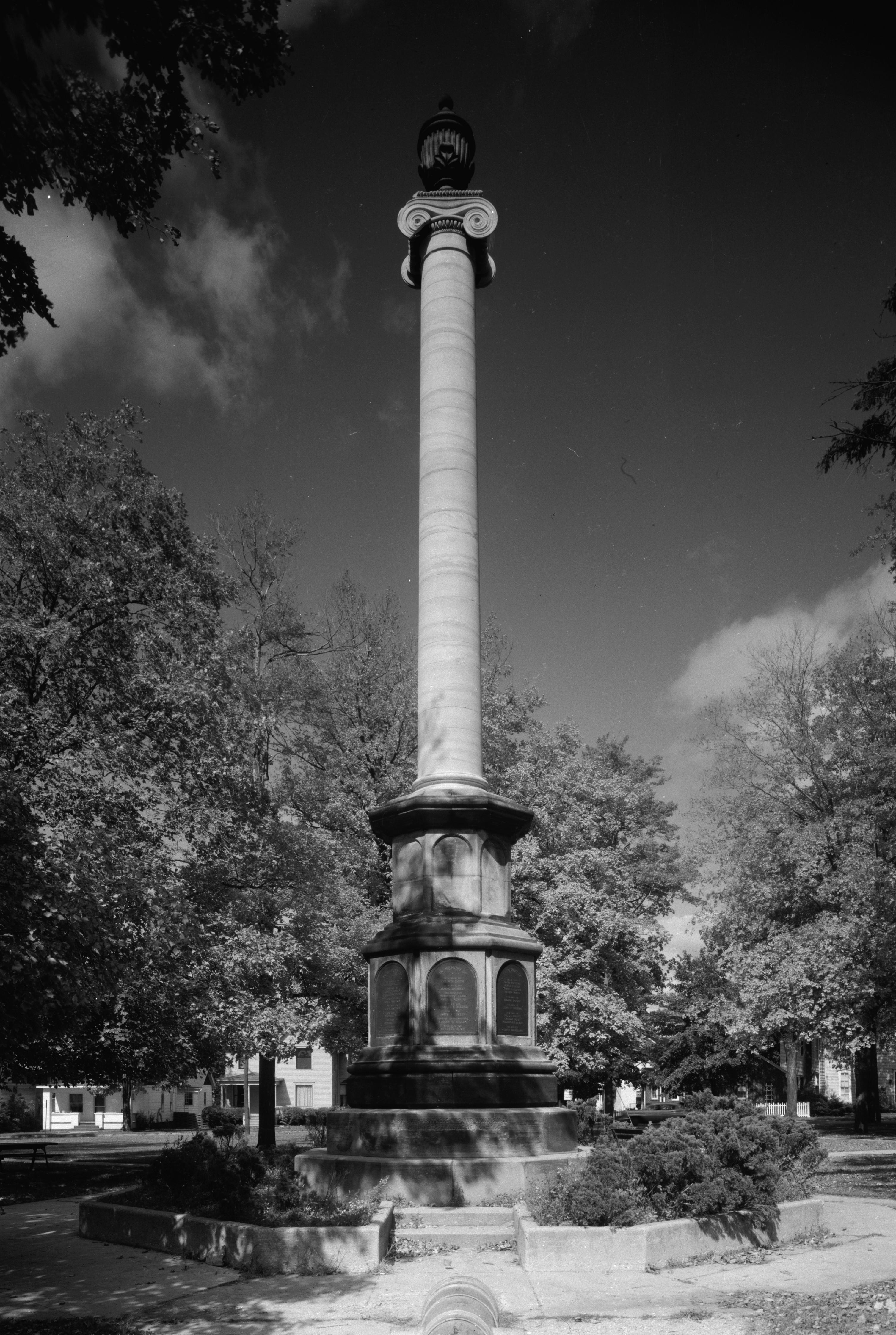
Monumento conmemorativo de la guerra civil de Adrian
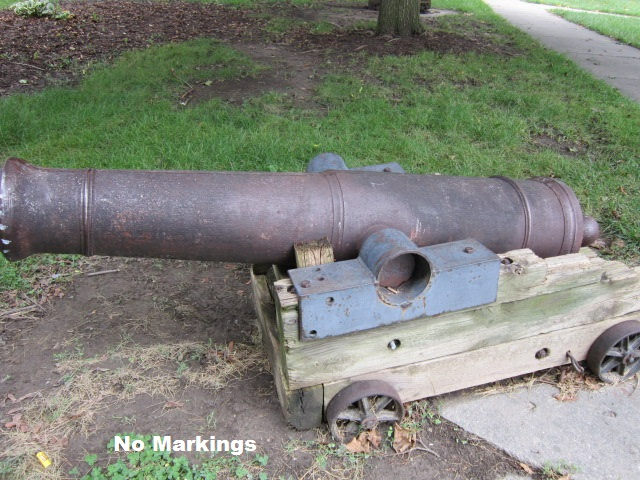
Cañones
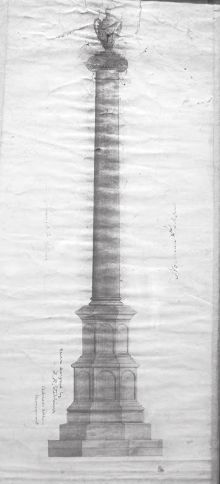
Dibujo de F. R. Stebbins
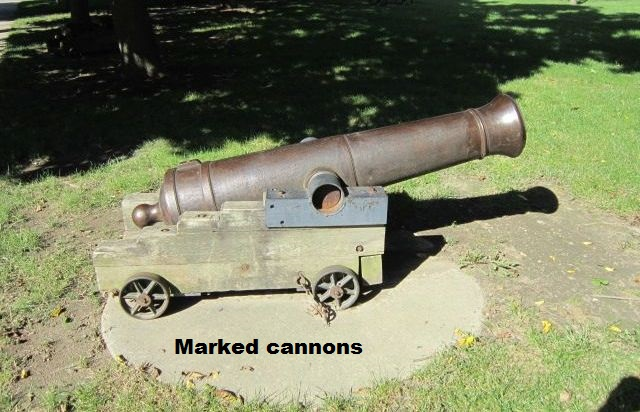
Uno de los dos cañones marcados
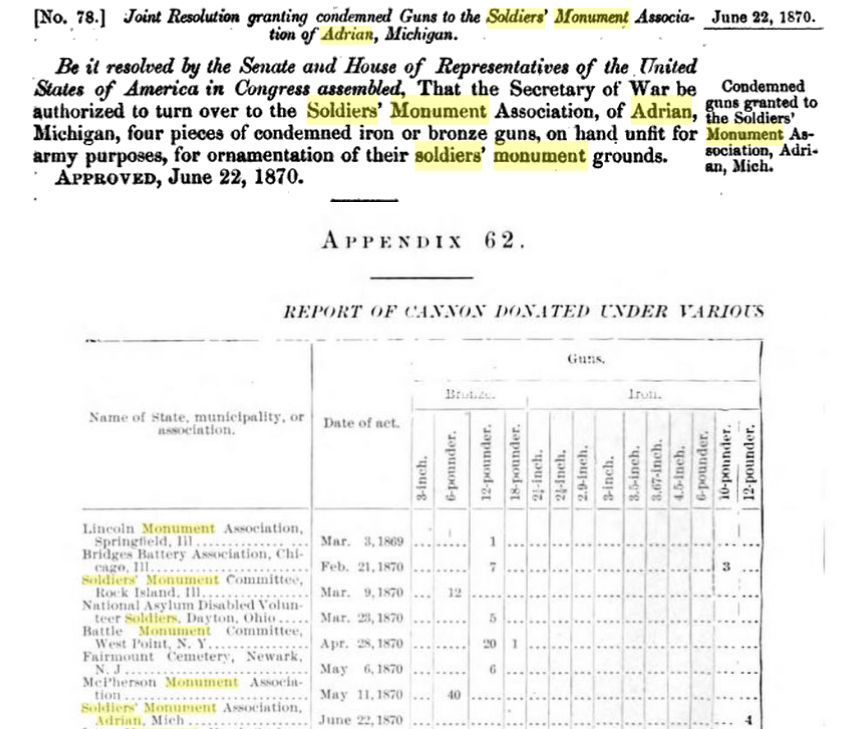
Autorización del Congreso para los cañones del monumento